# Neohahnia chibcha
Neohahnia chibcha is een spinnensoort in de taxonomische indeling van de kamstaartjes (Hahniidae).
Het dier behoort tot het geslacht Neohahnia. De wetenschappelijke naam van de soort werd voor het eerst geldig gepubliceerd in 1988 door Heimer & Müller.